# Riccardia platyclada
Riccardia platyclada là một loài rêu trong họ Aneuraceae. Loài này được Schiffner mô tả khoa học đầu tiên năm 1898.